# Холокост в Несвижском районе
Холокост в Не́свижском районе — систематическое преследование и уничтожение евреев на территории Несвижского района Минской области оккупационными властями нацистской Германии и коллаборационистами в 1941—1944 годах во время Второй мировой войны, в рамках политики «Окончательного решения еврейского вопроса» — составная часть Холокоста в Белоруссии и Катастрофы европейского еврейства.

## Геноцид евреев в районе
Несвижский район был полностью оккупирован немецкими войсками с 25 июня 1941 года, и оккупация продлилась более трёх лет — до 4 июля 1944 года. Нацисты включили Несвижский район в состав территории, административно отнесённой в состав генерального округа Белорутения в рейхскомиссариате «Остланд».
Вся полнота власти в районе принадлежала зондерфюреру — немецкому шефу района, который подчинялся руководителю округи — гебитскомиссару. Во всех крупных деревнях района были созданы районные (волостные) управы и полицейские гарнизоны из белорусских и литовских коллаборационистов.
Для осуществления политики геноцида и проведения карательных операций сразу вслед за войсками в район прибыли карательные подразделения войск СС, айнзатцгруппы, зондеркоманды, тайная полевая полиция (ГФП), полиция безопасности и СД, жандармерия и гестапо.
Одновременно с оккупацией нацисты и их приспешники начали поголовное уничтожение евреев. «Акции» (таким эвфемизмом гитлеровцы называли организованные ими массовые убийства) повторялись множество раз во многих местах. В тех населенных пунктах, где евреев убили не сразу, их содержали в условиях гетто вплоть до полного уничтожения, используя на тяжелых и грязных принудительных работах, от чего многие узники умерли от непосильных нагрузок в условиях постоянного голода и отсутствия медицинской помощи.
За время оккупации практически все евреи Несвижского района были убиты, а немногие спасшиеся в большинстве воевали впоследствии в партизанских отрядах.

## Гетто

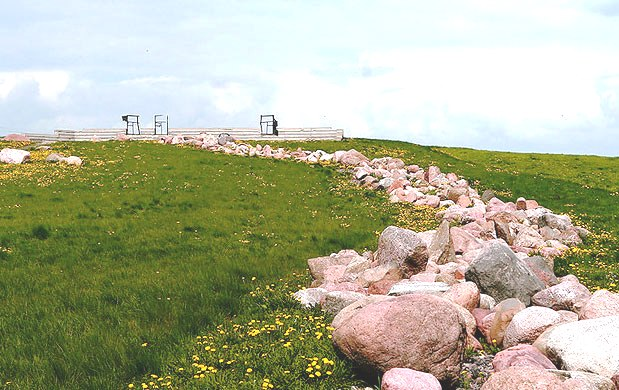
Мемориальный комплекс на месте убийства евреев Городеи

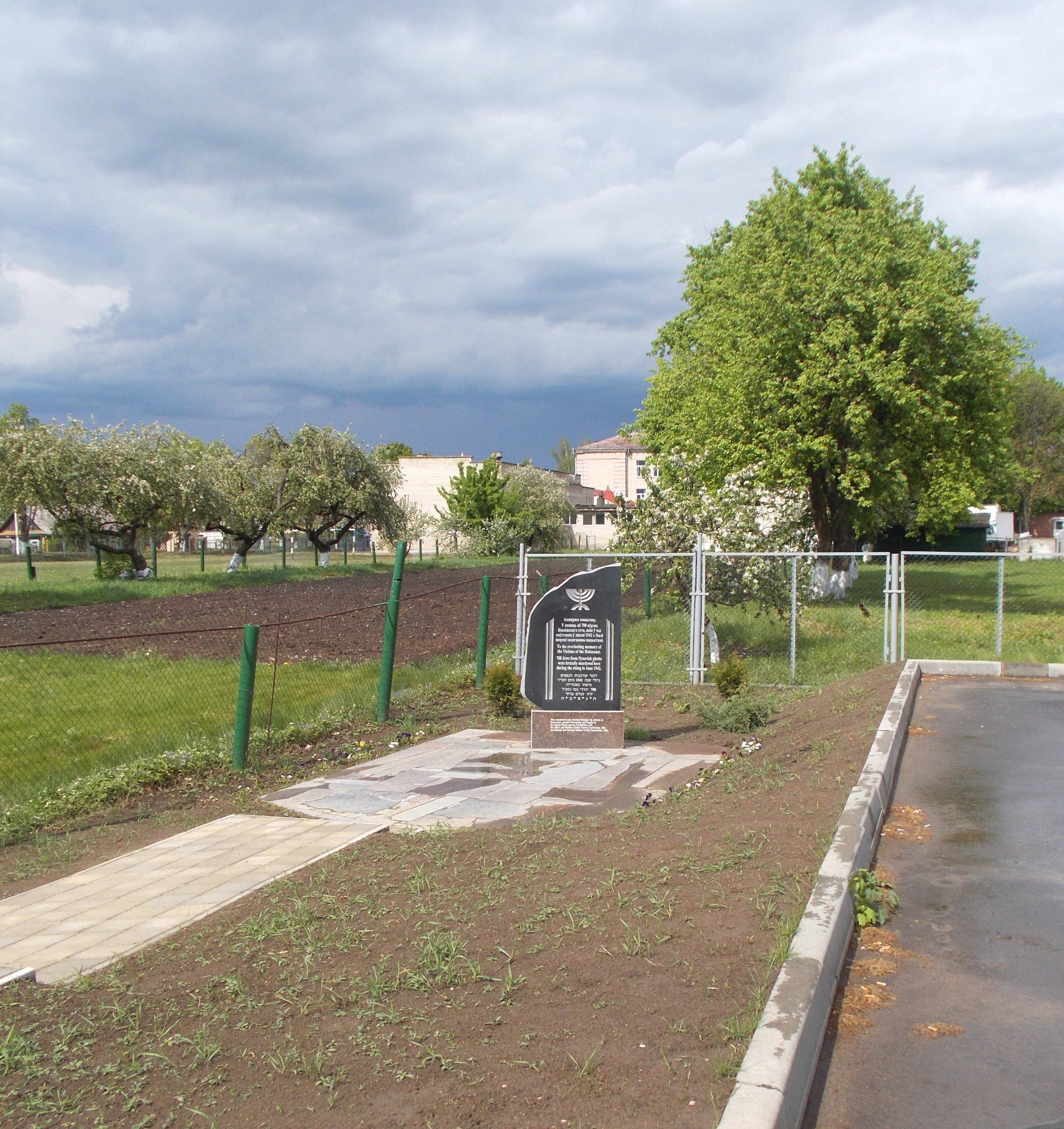
Памятник евреям Несвижа

Оккупационные власти под страхом смерти запретили евреям снимать желтые латы или шестиконечные звезды (опознавательные знаки на верхней одежде), выходить из гетто без специального разрешения, менять место проживания и квартиру внутри гетто, ходить по тротуарам, пользоваться общественным транспортом, находиться на территории парков и общественных мест, посещать школы.
Немцы, реализуя нацистскую программу уничтожения евреев, создали на территории района 2 гетто.
- В гетто в Городее (лето 1941 — 18 июля 1942) были убиты около 1200 евреев.
- В гетто в Несвиже (лето 1941—1942) погибли более 5000 евреев.

## Организаторы и исполнители убийств
Убийствами евреев в Несвижском районе руководили:
- члены ортскомендатуры: капитан Шпехт, Шауз (Шуазу), фельдфебель Брунер, Кох;
- члены хозяйственной комендатуры: комендант Фукс, Келлер, Эгерс, Боровский;
- шефы-инспекторы лесной дирекции: Бир, Беден (Бадем), Леман, Грецке (Грепке);
- жандармы: шеф жандармерии Миллер, заместитель шефа жандармерии Кениг, унтерофицер Ас, Флейтер (Фляйтер).

А также начальник полиции Владимир Сенько и его заместитель Кандыбович, переводчик жандармерии Иосиф Янушкевич, полицейские Антон Иванович Тычило, Иван и Виктор Козловичи, Иван Иванович Горемыко (заместитель начальника полиции), Виницкий и Дмитрий Саромко. Особой жестокостью отличился Лаврентий Конеш (или Конаш, Конош, Кохош — в документе неразборчиво). Наводить немецкий «новый порядок» в Несвиже помогала городская управа, во главе которой оккупанты поставили Ивана Калошу. Районную Несвижскую управу возглавил некто Авдей (Авака), прибывший из-за границы с немцами. Белоруса Кудлача за «особые заслуги» немцы назначили замначальника несвижской тюрьмы.
Расстрел узников Несвижского гетто 30 октября 1941 года провела 8-я рота 727-го пехотного полка вермахта. Активное участие в убийствах евреев также принимал 11-й литовский пехотный батальон 727-го пехотного полка.

## Случаи спасения и «Праведники народов мира»
В Несвижском районе один человек — Рудковский Иван — за спасение Бреннер Деборы (Корольчук Доры) в деревне Нелепово был удостоен почетного звания «Праведник народов мира» от израильского мемориального института «Яд Вашем» «в знак глубочайшей признательности за помощь, оказанную еврейскому народу в годы Второй мировой войны».
21 июля 1942 года в Несвиже произошло первое восстание в гетто на территории Восточной Европы под руководством Шолома Холявского. Спастись удалось только 26 евреям, большинство из которых всё равно не дожили до конца оккупации.
Две еврейские семьи из посёлка Снов были спасены семьёй Стречень Анны Викентьевны и Лукашевич Надежды Викентьевны — жителями деревни Петковичи Барановичского района. Затем эти евреи ушли, были выданы полицаями в соседней деревне и убиты.

## Память
В Несвиже установлены 4 памятника жертвам геноцида евреев. Памятный знак убитым евреям Несвижа установлен также и в Иерусалиме.
В Городее в 2004 году был возведён мемориальный комплекс погибшим евреям Городейского гетто (автор — Л. М. Левин).
У деревни Панютичи в июне 1942 года были расстреляны около 500 (300) евреев. В 1992 году на месте расстрела был установлен памятник.
Опубликованы неполные списки убитых евреев Несвижского района.